# Arturo Armando Molina
Colonel Arturo Armando Molina (* 6. August 1927 in San Salvador, El Salvador; † 18. Juli 2021 in Kalifornien, Vereinigte Staaten) war ein Politiker und Militär aus El Salvador. Er war vom 1. Juli 1972 bis 1. Juli 1977 Präsident der Republik El Salvador.

## Regierungskabinett
- Vice-Präsident: Enrique Mayorga Rivas.
- Außenminister: Mauricio Alfredo Borgonovo Pohl.
- Innenminister: Oberst Juan Antonio Martínez Varela.
- Justizminister: José Enrique Silva.
- Finanzminister: Vicente Armado Gavidia Hidalgo.
- Wirtschaftsminister: Salvador Sánchez Aguillón.
- Bildungsminister Rogelio Sánchez.
- Ministro de Defensa y Seguridad Pública: Oberst Carlos Humberto Romero.
- Arbeitsminister: Rogelio Alfredo Chávez.
- Landwirtschaftsminister: Enrique Álvarez Córdova.
- Gesundheitsminister: Julio Ernesto Astacio.
- Minister für öffentliche Arbeiten: Jorge Antonio Seaman Soto.[2]